# Dominik Rotter (Fußballspieler, 1990)
Dominik Rotter (* 8. Juli 1990 in Wien) ist ein österreichischer Fußballspieler.

## Vereinskarriere
Rotter begann seine Karriere in der Jugend des SK Rapid Wien. 2006 wechselte er erstmals zum 1. Simmeringer SC, ehe er 2007 in die AKA Admira Wacker Mödling weiterzog. Trotz der elf in 24 Spielen der österreichischen U-19 Toto-Jugendliga erzielten Tore blieb ihm der Aufstieg zu den Amateuren verwehrt.
In Folge wechselte er zurück zu Simmering, wo er in die A-Mannschaft integriert wurde. Mit Ex-Profi Alen Orman bildete er ein Offensivduo, welches insgesamt 54 Saisontore erzielen konnte. Alleine 39 davon gingen auf das Konto von Rotter. Damit rangierte er am Ende mit einem Tor Rückstand auf Oliver El Senosy vom SC Team Wiener Linien auf dem zweiten Platz der Torschützenliste. Das vom früheren Rapid-Wien-Spieler Karl Brauneder betreute Simmering wurde daraufhin mit einem Torverhältnis von 118:31 Meister in der Wiener Oberliga A und stieg in die Wiener Stadtliga auf.
In der Spielzeit 2009/10 absolvierte er noch 5 Stadtligaspiele für Simmering, ehe er kurz vor Weihnachten überraschend einen bis 2011 laufenden Vertrag beim deutschen Zweitligisten Arminia Bielefeld unterschrieb. In Bielefeld sollte er vorerst in der zweiten Mannschaft auflaufen, debütierte jedoch bereits am 5. Februar 2010 beim 2:1-Heimsieg gegen die SpVgg Greuther Fürth in der Profimannschaft. Er kam in der Schlussminute des Spiels für Pavel Fořt aufs Feld. Zwei Wochen später feierte er im Heimspiel gegen den MSV Duisburg sein Debüt in der Startaufstellung.
Nach nur einer Saison löste Arminia Bielefeld im Einvernehmen mit dem Spieler den Vertrag auf.
Im Februar 2011 wechselte Rotter zum österreichischen Zweitligisten SC Austria Lustenau. Im Sommer dieses Jahres ging es für ihn weiter zur Vienna, bei der er bis Sommer 2016 im Einsatz war. Danach spielte er vier Jahre lang für die Wiener Viktoria. Am 4. Mai 2019 machte er auf sich aufmerksam, als er bei einem 13:0-Kantersieg gegen das Tabellenschlusslicht FV Wien Floridsdorf am 25. Spieltag der Wiener Stadtliga 2018/19 zwölf Tore erzielte. Am Ende der Saison wurde er mit der Viktoria Meister der Wiener Stadtliga und stieg mit der Mannschaft in die drittklassige Regionalliga Ost auf. Mit insgesamt 33 Treffern, die er bei 29 Ligaspielen beigesteuert hatte, wurde er in diese Spielzeit zudem Torschützenkönig der Wiener Stadtliga. In der Regionalligasaison 2019/20, die aufgrund der COVID-19-Pandemie im Frühjahr 2020 abgebrochen wurde, brachte er es auf lediglich drei Tore in 18 Meisterschaftsspielen.
Im Sommer 2020 wechselte er zum SV Wienerberg in der Wiener Stadtliga, für den er es bis zum Ende der Saison 2020/21 auf 15 Tore in elf Spielen brachte. Zur Saison 2021/22 wechselte Rotter zum Regionalligisten FC Mauerwerk. Für Mauerwerk absolvierte er 13 Partien, in denen er fünf Tore erzielte. Im Jänner 2022 wechselte er innerhalb der Ostliga zum 1. Wiener Neustädter SC. Für Wiener Neustadt kam er in eineinhalb Jahren zu 38 Einsätzen in der Ostliga, aus der er mit dem Team 2023 abstieg.
Daraufhin kehrte Rotter zur Saison 2023/24 zur Wiener Viktoria zurück.

## Sonstiges
Rotter ist der Sohn des früheren österreichischen Nationalspielers und späteren Co-Trainer von Peter Pacult beim SK Rapid Wien, Leopold Rotter.

## Erfolge
mit dem 1. Simmeringer SC
- 1× Meister der Wiener Oberliga A: 2008/09

mit dem SC Wiener Viktoria
- 1× Meister der Wiener Stadtliga: 2018/19

individuelle Erfolge
- 12 Tore in einem Spiel: beim 13:0-Kantersieg über den FV Wien Floridsdorf am 4. Mai 2019 in der 25. Runde der Wiener Stadtliga 2018/19
- Torschützenkönig der Wiener Stadtliga: 2018/19 (33 Tore)